# Pasítea (satèl·lit)
Pasítea (del grec Πασιθέη), també conegut com a Júpiter XXXVIII, és un satèl·lit retrògrad irregular de  Júpiter. Fou descobert per un equip d'astrònoms de la Universitat de Hawaii dirigits per Scott S. Sheppard, l'any 2001, i rebé la designació provisional de S/2001 J 6.

## Característiques
Pasítea té un diàmetre d'uns 2 quilòmetres, i orbita Júpiter a una distància mitjana de 23,307 milions de km en 726,933 dies, a una inclinació de 166 º a l'eclíptica (164 ° a l'equador de Júpiter), en una direcció retrògrada i amb una excentricitat de 0,3289.
Pertany al grup de Carme, compost pels satèl·lits irregulars retrògrads de Júpiter en òrbites entre els 23 i 24 milions de km i en una inclinació d'uns 165 °.

## Denominació
El satèl·lit deu el seu nom al personatge de la mitologia grega Pasítea, una de les Càrites, deesses de la bellesa, la natura, la creativitat humana i la fertilitat, més coneguda com a Aglaia, és l'esposa d'Hipnos i presideix les al·lucinacions i els al·lucinògens.
Rebé el nom definitiu de Pasítea a l'agost de 2003.